# 快樂

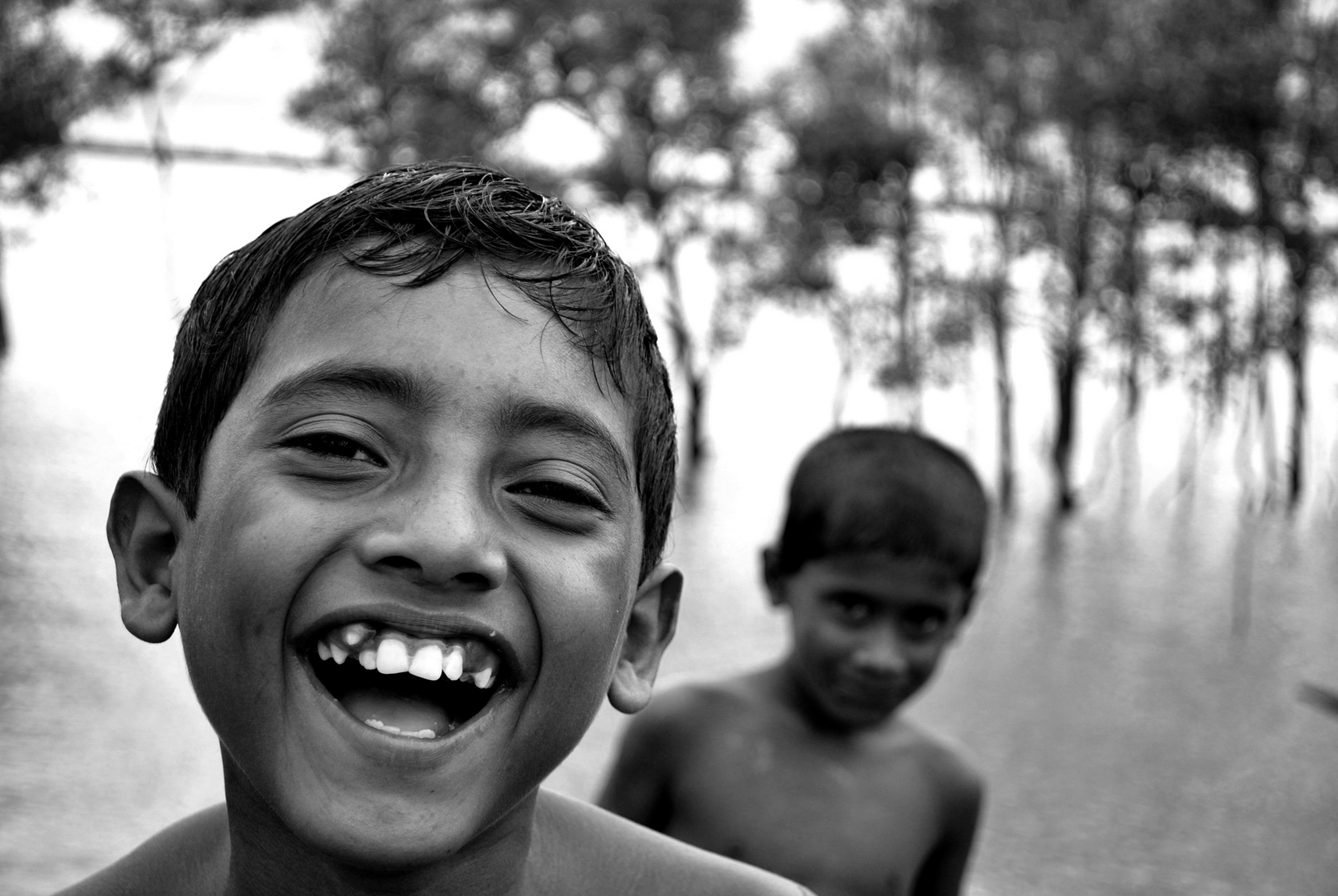
就像這位孟加拉人一樣，笑是典型的表達快樂的方式

快樂是一種感受良好時的情緒反應，一種能表現出心理狀態的情緒。而且常見的成因包括感到對健康、安全、愛情、友情等之滿足。快樂最常見的表達方式就是笑。
快樂與幸福的區別在於，快樂常指個人的、短時間的情緒感受；幸福則涉及到與他人、家庭的長期正面的交互過程，以及對事業、生活發展的積極的體驗（與“不幸”相對不同）。

## 快樂的科學

笑脸是快乐的象征性符号

科學家研究發現, 大腦當中有多種主要化學物質能影響情感和快樂指數。

## 與錢的關係
有不同社會經濟因素會影響快樂。有些研究指較富有國家的人較不受收入影響。換言中，收入較能預測較窮地方的人對生活滿意程度。

## 其他字詞
與快樂同意義或相近的用詞，包括：愉快、愉悅、喜悅、歡喜、歡欣、歡欣鼓舞、高興、開心……等。
一種更為強烈的感覺稱作“（狂喜忘我）”，是一種個人意識上主觀體驗的特殊情绪狀態。在心流理論當中，是一種將個人精神力完全投注在某種活動上的感覺；心流產生時同時會有高度的興奮及充實感。